# Canal 9 (Suisse)
Pour les articles homonymes, voir Canal 9.
 (août 2022).
Canal9 | Kanal9 est une chaîne de télévision suisse régionale basée à Sierre en Valais.

## Historique
Canal9 | Kanal9 est la plus ancienne chaîne de télévision régionale suisse. Elle a été imaginée en été 1973, par Marc Biderbost, animateur de l'ASLEC (Association sierroise de loisirs et culture), puis fondée en 1984 par la Jeune chambre internationale de Sierre, sous le nom de « Sierre Canal9 ». 
En 2002, elle est diffusée dans toute la partie francophone du Valais.
En septembre 2005, Canal9 | Kanal9 devient la première télévision européenne à opter pour le tout-informatique, c'est-à-dire en utilisant uniquement des moyens informatiques pour assurer toute sa production[réf. nécessaire]. C'est également à cette date que les studios sont regroupés à Sierre, tout en conservant les antennes régionales (Monthey, Martigny, Sion et, par la suite, Brigue) reliées par fibre optique.
Le 31 octobre 2008, elle reçoit la concession face au projet concurrent « Valais-Wallis TV ». Le 29 juin 2009, elle diffuse sa première émission en langue allemande et recouvre désormais tout le canton avec une rédaction en français et une rédaction en allemand. Les studios principaux et la rédaction francophone se situent à Sierre, la rédaction en langue allemande à Brigue.
Depuis le 9 septembre 2013, la chaîne diffuse l'entier de ces programmes en haute définition (HD). Elle est également visible en direct sur son site internet.

## Organisation
Canal9 | Kanal9 est une association à but non lucratif avec à son actif 200 membres en 2021. Elle est dirigée par un comité de 25 membres élu pour 2 ans, équitablement répartis entre les différentes zones géographiques de diffusion. Elle est aussi composée d'un bureau exécutif composé de sept membres, soit deux par région, plus le président. Cet organe comprend également le vice-président, qui ne doit pas représenter la même région que le président. Le comité délègue au Bureau exécutif une grande partie de ses charges administratives, ainsi que la supervision des activités de la direction.
La direction a pour mission d'assurer la gestion générale et financière de Canal9 | Kanal9, de garantir ainsi la pérennité de l'association et le respect des décisions, objectifs et stratégies définis par le Bureau exécutif et le comité.
En 2022, elle compte 64 collaborateurs.

## Dirigeants
- Vincent Bonvin : Président de l'association Canal9 | Kanal9
- Marcelline Kuonen : Directrice
- Frédéric Filippin : Rédacteur en chef

## Diffusion
La chaîne émet de Monthey à Brigue ainsi que dans les vallées latérales. Dès janvier 2013, la chaîne est diffusée partout en Suisse via les opérateurs nationaux.

## Émissions
Canal9 | Kanal9 compte environ une vingtaine d'émissions régulières diffusées 1 heure par jour et rediffusées en boucle. Les programmes diffusés sur le signal français sont différents de ceux diffusés dans la partie alémanique du canton.

## Formation
La formation est une priorité à Canal9 | Kanal9. Depuis ses débuts la chaîne n'a cessé de consolider son rôle de pionnière et de leader en la matière au niveau des télévisions régionales romandes. Elle est connue et reconnue comme une excellente formatrice.
Des réalisateurs comme Denis Rabaglia, journalistes comme Joël Cerutti, Flore Dussey, Romain Boisset ou Emmanuelle Jaquet[réf. nécessaire] y ont fait leurs premières armes.

## Audience
310 000 téléspectateurs potentiels répartis sur tout le canton du Valais.